# SSM-N-8 Regulus
SSM-N-8A Regulus — крылатая ракета надводного и подводного базирования с ядерной боеголовкой, состоявшая на вооружении ВМС США с 1955 по 1964 годы.

## История

### Разработка

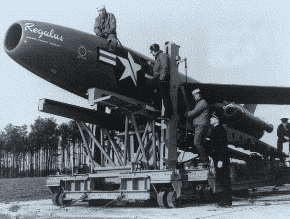
Ракета Регулус

В октябре 1943 года, Chance Vought Aircraft Company подписала контракт на изучение возможности создания крылатой ракеты с дальностью 300 миль (480 км), способной нести боевую часть массой 4000 фн (1800 кг). Затем проект был отложен на 4 года, до мая 1947 года, когда армейские лётчики подписали контракт с компанией Martin Aircraft на создание дозвуковой турбореактивной крылатой ракеты, получившей название «Матадор».
ВМС США увидели в этом угрозу своей ведущей роли в развитии крылатых ракет и через несколько дней начали собственные разработки крылатой ракеты, способной стартовать с подводных лодок и оснащённой тем же двигателем J33, что и «Матадор». В августе 1947 года было разработано тактико-техническое задание (ТТЗ) к проекту, получившему название «Regulus». Согласно ТТЗ, масса боевой части должна составлять 1400 кг, дальность стрельбы — 930 км, скорость полёта — 0,85 М, круговое вероятное отклонение (КВО) — 0,5 % от дальности. Тем самым предполагалось, что при стрельбе на максимальную дальность 930 км ракета с вероятностью 0,5 попадает в круг радиусом 2,3 км, описанный вокруг цели.
Предполагаемая длина ракеты составляла 9 м, размах крыльев — 3 м, диаметр корпуса — 1,2 м, масса — 4500-5400 кг. После пуска ракета наводилась на цель двумя станциями управления. Позднее, с внедрением системы «Trounce» (Tactical Radar Omnidirectional Underwater Navigational Control Equipment), для наведения достаточно было одной подводной лодки.
Конкуренция между ВВС и ВМС осложнила разработку ракет «Матадор» и «Регулус». Ракеты выглядели одинаково и использовали один и тот же двигатель. Сходными были также их характеристики, план выпуска и стоимость. По причине сокращения военных расходов, Министерство обороны США поручило ВМС США выяснить, возможно ли адаптировать «Матадор» для нужд флота. ВМС США заключила, что «Регулус» лучше приспособлен для выполнения морских операций.
Преимуществом «Регулуса» было использование двух станций управления вместо трёх у «Матадора». «Регулус» стартовал быстрее, так как стартовые ускорители на «Матадоре», в отличие от «Регулуса», устанавливались на пусковой установке, перед самым стартом. Наконец, фирма Chance Vought создала многоразовую испытательную ракету, позволявшую проводить несколько испытаний на одной ракете. Это значительно сокращало стоимость испытаний. Благодаря этим преимуществам, программу «Регулус» было решено продолжить, и первый пуск ракеты состоялся в марте 1951 года.
Ракета SSM-N-9 «Регулус II» представляла собой полностью новую разработку, предназначенную для замены «Регулуса». Она имела улучшенную систему наведения и вдвое большую дальность стрельбы. Корабли, вооружённые новой ракетой, оснащались инерциальной навигационной системой, позволявшей более точно нацеливать ракету перед стартом.
Было выполнено 48 испытательных пусков прототипа ракеты, 30 из которых были успешными, 14 частично успешными и 4 неудачными. Контракт на производство был подписан в январе 1958 года. Единственный пуск этой ракеты с подводной лодки был произведён в сентябре 1958 года (подводная лодка «Грейбек» (SSG-574)).
Из за высокой стоимости ракеты (около $1 млн каждая) и появления баллистических ракет «Поларис» подводного базирования, программа «Регулус II» была закрыта 18 декабря 1958 года министром ВМС Томасом Гейтсом. В момент прекращения программы, в состоянии готовности находились 20 ракет и ещё 27 находились на конвейере. Производство ракет продолжалось до января 1959 года. Всего было выпущено 514 ракет, которые прослужили в ВМС США до августа 1964 года.

### Установки на кораблях

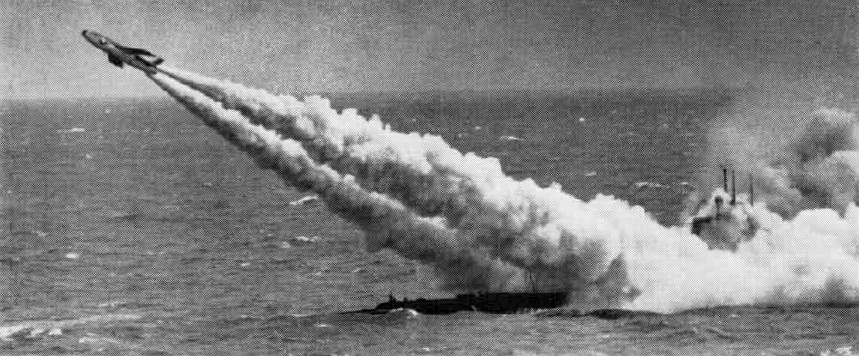
Пуск ракеты Regulus I с подводной лодки «Танни» (SSG-282), 1958 год

Первый пуск ракеты с палубы подводной лодки состоялся в июле 1953 с палубы подводной лодки
«Танни» (SSG-282),
переоборудованной субмарины времён второй мировой войны. «Танни» и «Барберо» (SSG-317) были первыми в США патрульными лодками ядерного сдерживания. В 1958 году к ним присоединились две ракетных лодки специальной постройки,
«Грейбек» (SSG-574) и
«Граулер» (SSG-577),
а затем атомная лодка
«Хэлибат» (SSGN-587).
Для того, чтобы на патрулировании всегда находилось не менее 4 ракет «Регулус», «Танни» и «Барберо» с двумя ракетами каждая патрулировали одновременно. «Грейбек» и «Граулер» с четырьмя ракетами, а также «Хэлибат» с пятью ракетами, патрулировали в одиночку. Между октябрём 1959 года и июлем 1964 года эти пять лодок 40 раз выходили на патрулирование. Затем они были заменены лодками типа
«Джордж Вашингтон»,
вооружёнными ракетами «Поларис».

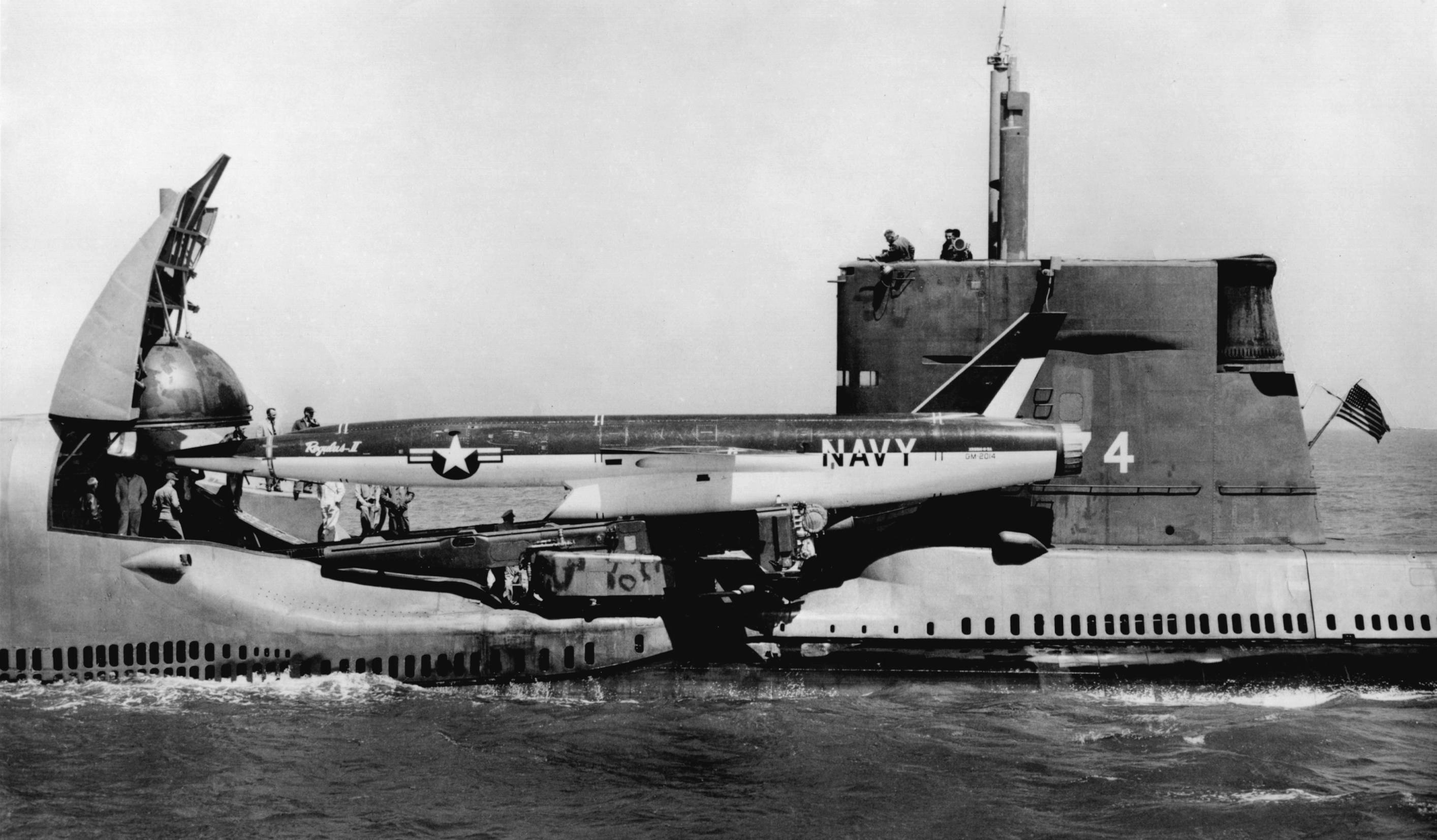
Подготовка к пуску ракеты Regulus II с подводной лодки «Грейбек» (SSG-574)

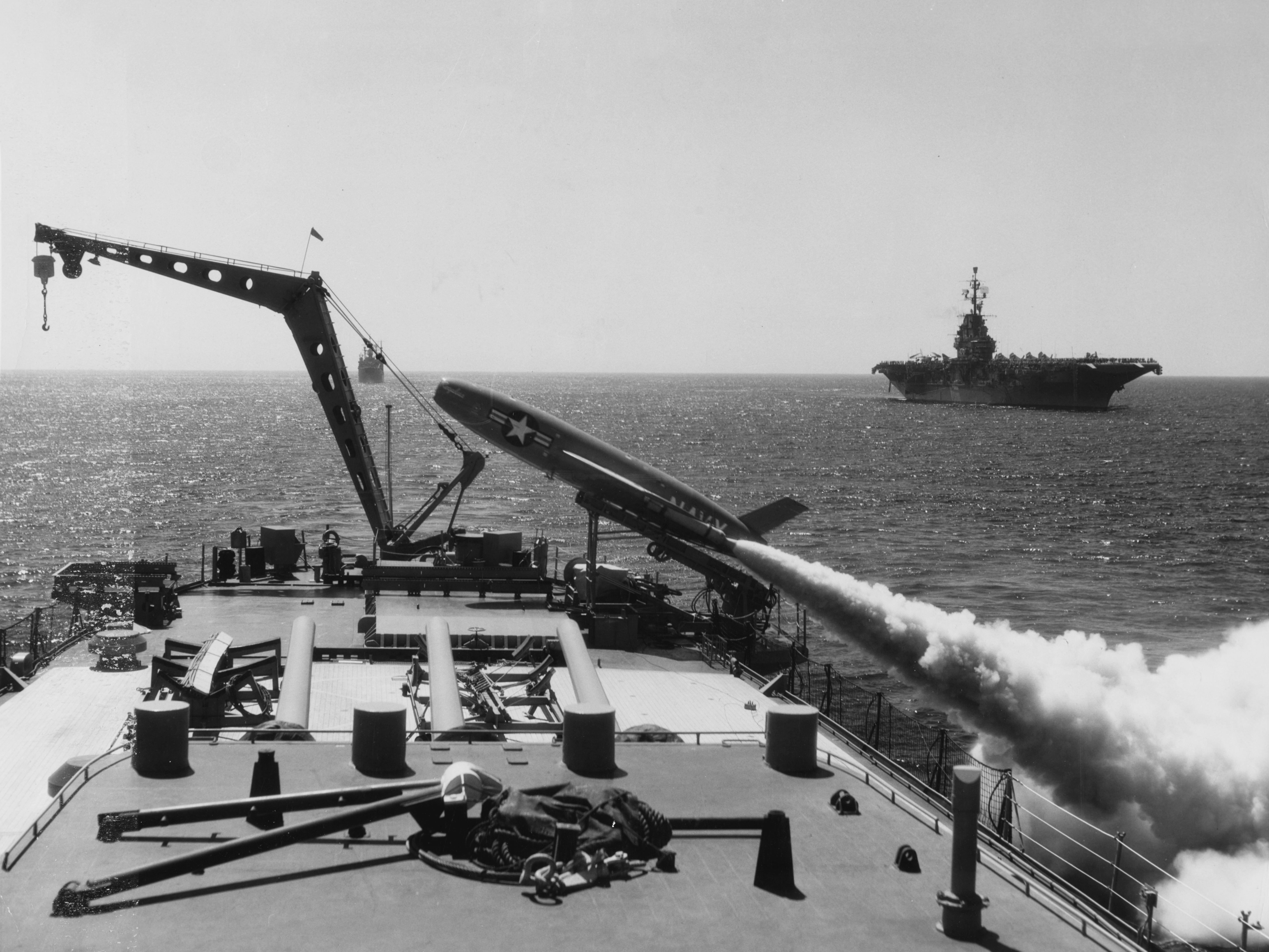
Пуск ракеты Regulus I с тяжёлого крейсера «Лос-Анджелес», 1957

В 1955 году «Регулус» был размещён на Тихом океане на боту крейсера
«Лос-Анджелес» (CA-135).
За ним последовали ещё три крейсера:
«Мэкон» (CA-132),
«Толедо» (CA-133) и
«Хелена» (CA-75).
Каждый из этих четырёх крейсеров типа «Балтимор» нёс по три ракеты «Регулус» и осуществлял патрулирование в западной части Тихого океана. «Мэкон» последний раз вышел на патрулирование в 1958 году, «Толедо» — в 1959 году, «Хелена» — в 1960 году, «Лос-Анджелес» — в 1961 году.
Для стрельбы ракетами «Регулус» были переоборудованы 10 авианосцев, из которых только 6 когда-либо осуществляли пуски.
«Принстон» (CV-37)
никогда не выходил на патрулирование, но стал первым надводным кораблём, с которого был осуществлён запуск ракеты.
«Саратога» (CVA-60)
также не выходила на патрулирование, однако с неё были проведены два демонстрационных пуска.
«Франклин Рузвельт» (CVA-42) и
«Лексингтон» (CV-16)
сделали по одному тестовому пуску.
«Рэндольф» (CV-15)
выдвигался в Средиземное море с тремя «Регулусами» на борту.
«Хэнкок» (CV-19)
единожды выдвигался в западную часть Тихого океана с четырьмя ракетами в 1955 году. «Лексингтон», «Хэнкок»,
«Шангри-Ла» (CV-38) и
«Тикондерога» (CV-14)
участвовали в разработке концепции «Ударная миссия „Регулуса“» (Regulus Assault Mission, RAM). По программе RAM „Регулус“ были переоборудованы в беспилотные самолёты, управление которыми дистанционно осуществляли пилоты авианосцев.

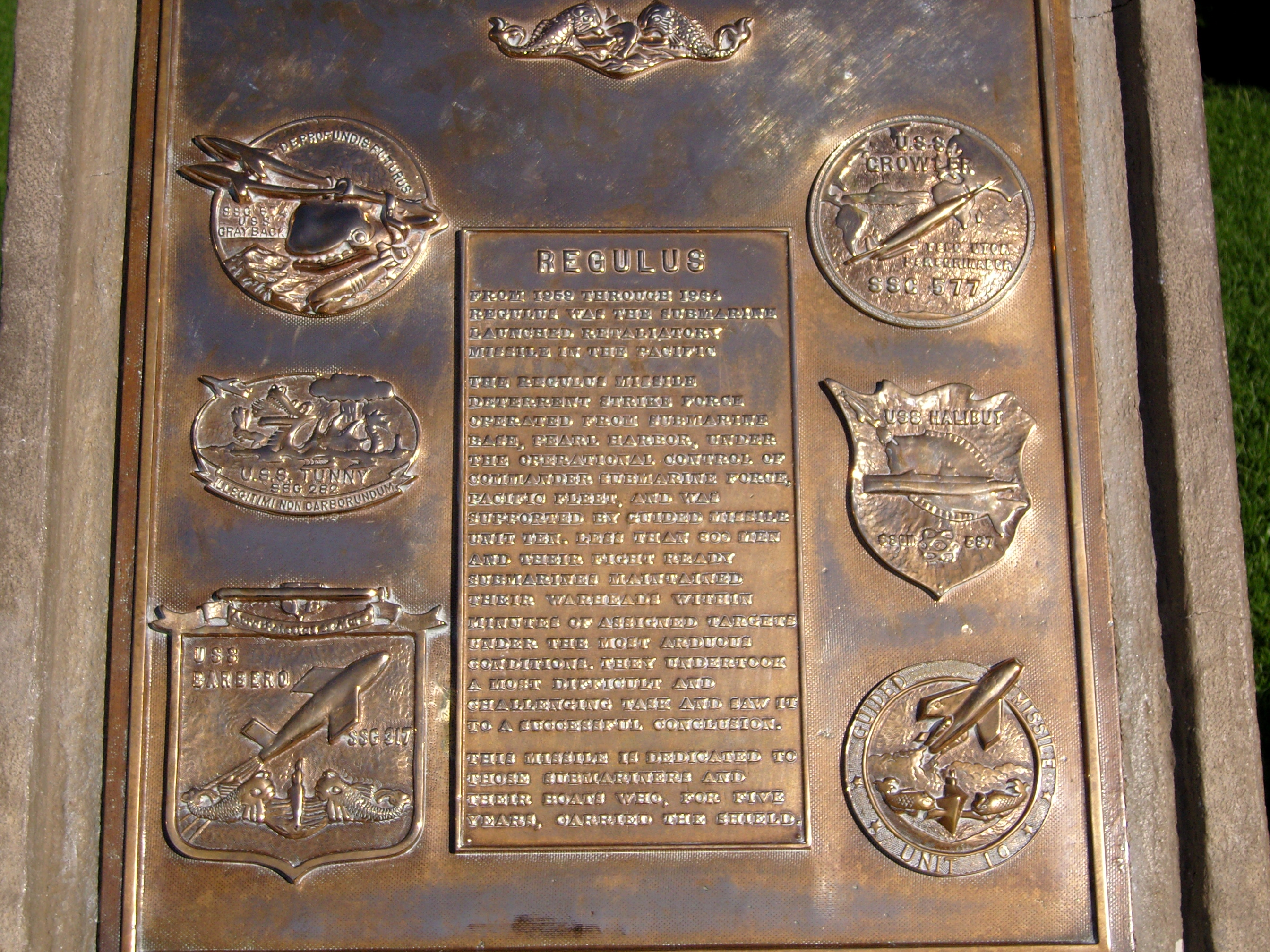
Табличка ракеты Regulus I в парке Боуфин (Перл-Харбор), на которой написано:
„C 1959 по 1964 годы ракета Regulus состояла на вооружении подводных лодок на Тихом океане как оружие возмездия.
Ударные ракетные силы сдерживания Regulus, базировавшиеся на Перл-Харбор и находившиеся под оперативным контролем Командующего подводными силами Тихоокеанского флота, обеспечивались Подразделением управляемых ракет № 10. Более 800 человек и их готовые к бою подводные лодки несли боеголовки, готовые к пуску в течение нескольких минут даже в самых сложных условиях. Они выполняли самую сложную и ответственную задачу и выполнили её до успешного завершения“.
Ракета посвящена подводникам и их лодкам, которые в течение пяти лет несли этот щит».

### Дальнейшая судьба
Производство ракет было прекращено в январе 1959 года выпуском 514-й по счёту ракеты. К августу 1964 года все ракеты были сняты с вооружения. Некоторые ракеты использовались как летающие мишени на базе ВВС
Эглин
во Флориде.
«Регулус» был не единственным средством ядерного сдерживания США на протяжении первых лет Холодной войны. На смену ему пришли баллистические ракеты «Поларис», «Посейдон», «Трайдент», а также крылатая ракета «Томагавк».

### Сохранившиеся экземпляры
Ракеты «Регулус» имеются в экспозициях следующих музеев:
- Авиационный музей Каролинас[англ.], Шарлотт (Северная Каролина)

В музее Каролинас находится ракета Regulus II 1956 года выпуска (серийный номер 67195) на достаточно редкой пусковой установке, предназначенной для авианосцев. Эта ракета ранее экспонировалась под открытым небом в Авиационном и ракетном музее во Флоренс, шт. Юж. Каролина (Florence Air and Missile Museum), затем в 2006 году была полностью отреставрирована.
- Музей пионеров авиации[англ.], база Даллас Лав Филд, шт. Техас — Ракета Regulus II.
- Морской, воздушный и космический музей «Интрепид»[англ.], Нью-Йорк — Ракета Regulus I, подготовленная для тестового запуска с подводной лодки «Граулер» (SSG-577)[англ.].

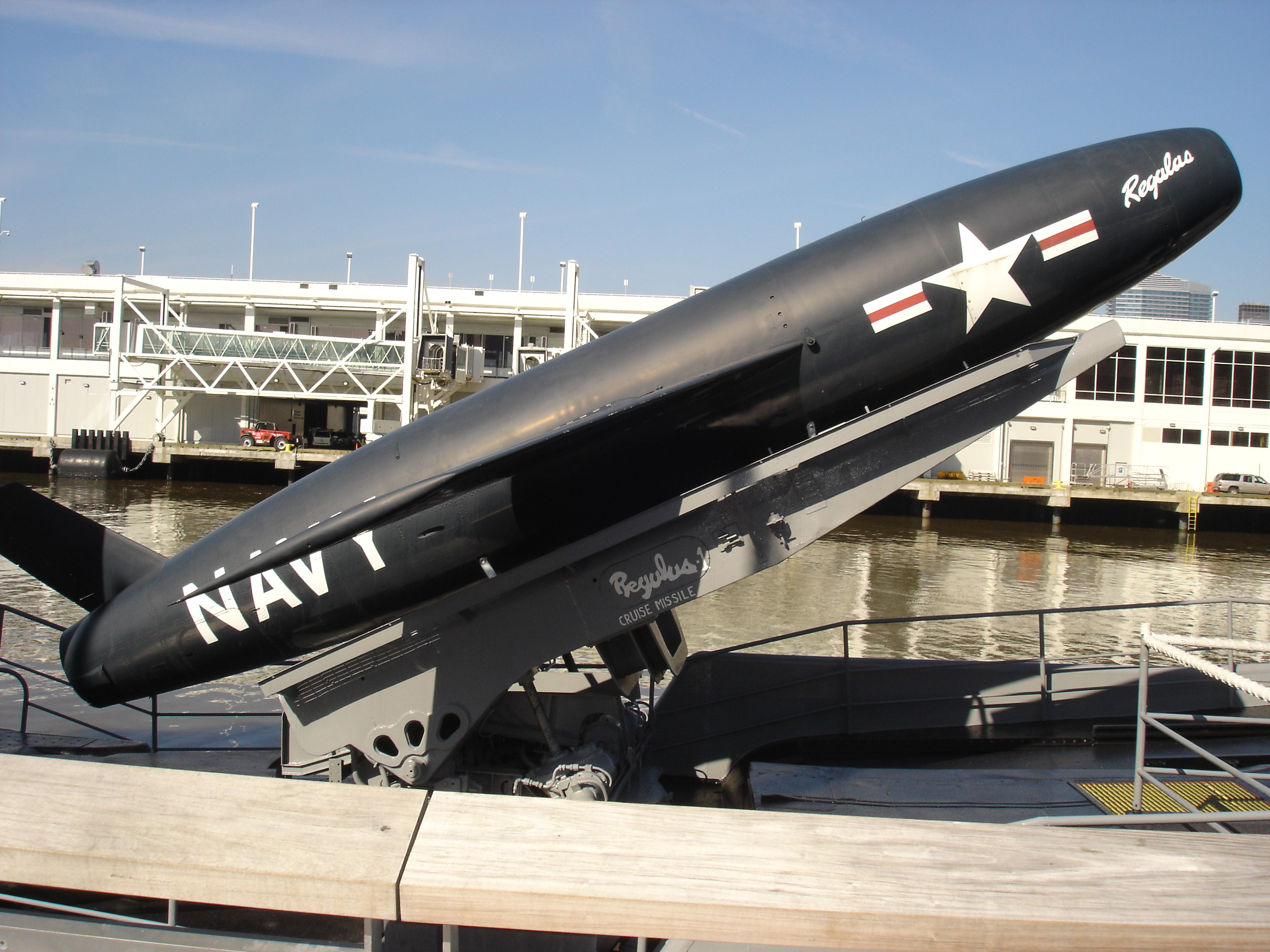
Ракета «Regulus» в положении пуска на борту подводной лодки-музея «Граулер» (SSG-577)

- Ракетный парк Пойнт-Мугу[англ.], Военно-морская база Пойнт-Мугу[англ.], Калифорния — ракеты Regulus и Regulus II
- Музей подводной лодки «Боуфин», Перл-Харбор, шт. Гавайи.
- Мемориальный музей Ветеранов, Хантсвилль, Алабама — Ракета Regulus II.
- Смитсоновский институт, Национальный авиационный и космический музей[англ.] — Ракета Regulus I в центре Стивена Удвара-Хази[англ.].
- Военно-морской музей Нью-Джерси[англ.], Хакенсак, Нью-Джерси — Ракета Regulus.
- Тихоокеанский ракетный полигон[англ.], Баркин-Сэндз, о. Кауаи, Гавайи — Ракета Regulus I, отреставрированная в 2011 году.

## Описание

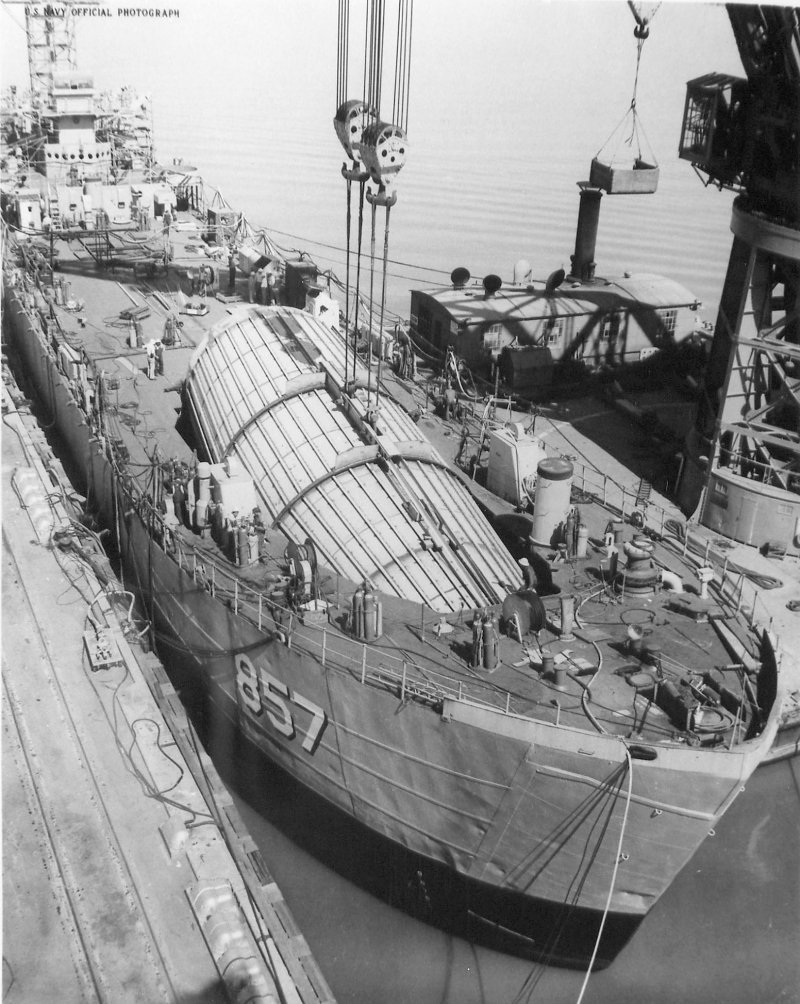
Пусковая установка сверхзвуковых ракет «Regulus II» устанавливается на борту десантного корабля «Кинг Каунти» (AG-857), переоборудованного в опытовое судно, 5 апреля 1957. Установку производит плавучий кран YD-33

«Регулус» — турбореактивная крылатая ракета с удлинённым бочкообразным фюзеляжем, напоминавшим современные истребители, однако без кабины пилота. Стреловидные крылья и хвостовое оперение были значительно меньше, чем у самолётов. Готовая к старту ракета была снабжена двумя большими стартовыми ускорителями в хвостовой части фюзеляжа.

### Модификации
Сверхзвуковая ракета второго поколения SSM-N-9 Regulus II с дальностью 1200 морских миль (2200 км) и скоростью 2 М была разработана и успешно испытана, однако программа была свёрнута в пользу баллистических ракет «Поларис».

### Тактико-технические характеристики
- Масса ракеты: 6200 кг
- Длина ракеты: 9,8 м
- Диаметр ракеты: 1,44 м
- Размах крыла: 6,4 м (3 м в сложенном состоянии)
- Дальность полёта: 930 км
- Скорость на траектории: дозвуковая
- Двигатель: ТРД Allison J33-A-14[англ.] × 2100 кГ + 2 ускорителя × 15 000 кГ
- Боевая часть: ядерная W5[англ.] или W27[англ.]
  - Масса БЧ: 1400 кг

## Операторы
- США: ВМС США с 1955 по 1964 годы.